# Kajagoogoo
Kajagoogoo foi um banda britânica de new wave. A banda é mais conhecida pelo seu primeiro single, "Too Shy", que alcançou o número 1 do top no Reino Unido e o número 5 nos Estados Unidos, em 1983. O single foi produzido pelo teclista Nick Rhodes, dos Duran Duran.

## Discografia

### Álbuns
- 1983: White Feathers (Too Shy, Ooh To Be Ah, Hang On Now)
- 1984: Islands (The Lion's Mouth, Turn Your Back On Me)
- 1985: Crazy People's Right To Speak (Shouldn't Do That)
- 2008: Gone to the Moon

### Álbuns ao vivo
- Live in Tokyo 1984
- 2009 - Too Shy: the Best of Kajagoogoo & Limahl (CD & DVD)2009 - BBC In Concert - Kajagoogoo (Live at Hammersmith Odeon 30 May 1983)

### Compilações
- 1993 - Too Shy: The Singles and More - EMI USA (7243 8 27222 2 9)
- 1996 - Kajagoogoo & Limahl - Disky (DC 864642)
- 1996 - The Very Best of Kajagoogoo (incluí as canções de Limahl, "The Never Ending Story" e "Only for Love") - EMI Gold (7243 8 52956 2 1)
- 2000 - Best of the 80's Kajagoogoo & Limahl
- 2003 - The Very Best of Kajagoogoo & Limahl - EMI Gold (7243 5 95390 2 7)

### Singles
- 1983 - "Too Shy" Alemanha #1; UK #1, Suíça #2; Suécia #4; Austria #4; Holanda #5; EUA #5
- 1983 - "Ooh to Be Ah" (R. Unido #7)
- 1983 - "Hang on Now" (R. Unido #13, U.S. #78).
- 1983 - "Big Apple" (R. Unido #8)
- 1984 - "The Lion's Mouth" (R. Unido #25)
- 1984 - "Turn Your Back On Me" (Reino Unido #47, U.S. Dance Chart #2)
- 1985 - "Shouldn't Do That" (como Kaja) (R. Unido #63)
- 2007 - "Rocket Boy" (CD single) (como Kajagoogoo; Beggs, Neale e Askew somente)
- 2008 - "Death Defying Headlines EP" (Website CD-R & download)
- 2009 - "Death Defying Headlines The Dance Remixes EP" (Website CD-R & download)
- 2009 - "White Feathers (Manhattan Clique Remixes) EP " EMI (R. Unido) Lançamento Digital

### Videografia
- 1983 - Kajagoogoo: White Feathers Tour (Picture Music International: VHS/Beta/Laserdisc)
- 1983 - Too Shy - The Video E.P. (Picture Music International: VHS/Beta/Laserdisc [Pioneer Artists])
- 2009 - Too Shy: the Best of Kajagoogoo & Limahl (CD & DVD)